# FK Tjornomorets Odesa
FK Tjornomorets Odesa (ukrainska: ФК Чорномóрець Одеса) är en fotbollsklubb i Odesa i södra Ukraina. Klubben spelar för närvarande i Premjer-liha, den högsta divisionen i Ukraina.

## Historia
Klubben grundades 1936 under namnet Dynamo Odessa, men har därefter bytt namn flera gångar; 1940 till Pisjtsjevik Odessa, Odessa Spartak från 1941 till 1944, och därefter återigen Pisjtsjevik Odessa. 1953 blev namnet Metalurg Odessa, och 1955 Pisjtsjevik Odessa för tredje gången. Det nuvarande namnet, Tjornomorets Odessa, fick klubben 1958.
Klubben deltog under sovjettiden i den Sovjetiska toppserien. De lyckades som bäst uppnå tredje plats 1974, en placering som gav en plats i Uefacupen.
Den första titel klubben vann var den sista Sovjetiska cupen 1991, då Tjornomorets vann med 2–0 mot Dnipro Dnipropetrovsk. Tjornomorets hörde 1992 till grundarmedlemmarna av den Ukrainska ligan. Samma år vann Tjornomorets den första upplagan av Ukrainska cupen med 1–0 över Metalist Charkiv. Två år senare kunde klubben ta hem titeln igen, och denna gång var motståndaren Tavrija Simferopol, som besegrades efter straffar.
Fram till säsongen 1997/98 spelade Tjornomorets i ukrainska ligan, och efter några år med ständiga upp- och nedflyttningar har klubben varit ett medellag i ukrainska ligan sedan 2002/03. Undantaget var 2005/06 där klubben tog bronsmedaljerna och året efter fick en plats i Uefacupen, men blev utslagen i första omgången efter dubbla förluster mot Hapoel Tel Aviv från Israel.

## Placering tidigare säsonger
| Säsong  | Nivå | Liga         | Pos. | Källa  | Notering                           |
| ------- | ---- | ------------ | ---- | ------ | ---------------------------------- |
| 2011/12 | 1    | Premjer-liha | 9    | [ 1 ]  |                                    |
| 2012/13 | 1    | Premjer-liha | 6    | [ 2 ]  |                                    |
| 2013/14 | 1    | Premjer-liha | 5    | [ 3 ]  |                                    |
| 2014/15 | 1    | Premjer-liha | 11   | [ 4 ]  |                                    |
| 2015/16 | 1    | Premjer-liha | 11   | [ 5 ]  |                                    |
| 2016/17 | 1    | Premjer-liha | 6    | [ 6 ]  |                                    |
| 2017/18 | 1    | Premjer-liha | 11   | [ 7 ]  |                                    |
| 2018/19 | 1    | Premjer-liha | 11   | [ 8 ]  |                                    |
| 2019/20 | 2    | Persja Liha  | 10   | [ 9 ]  |                                    |
| 2020/21 | 2    | Persja Liha  | 2    | [ 10 ] |                                    |
| 2021/22 | 1    | Premjer-liha | x    | [ 11 ] | Rysslands invasion av Ukraina 2022 |
| 2022/23 | 1    | Premjer-liha | 9    |        |                                    |